# Суђење (ТВ филм)
„Суђење” је југословенски ТВ филм из 1975. године. Режирао га је Сава Мрмак који је написао и сценарио по делу Данијела Беригана.

## Улоге
| Глумац                | Улога           |
| --------------------- | --------------- |
| Јован Милићевић       | Данијел Бериган |
| Миодраг Радовановић   | Филип Бериган   |
| Светолик Никачевић    | Судија          |
| Драган Шаковић        | Бранилац        |
| Морис Леви            | Тужилац         |
| Драган Зарић          | Дејвид Дарст    |
| Танасије Узуновић     | Томас Луис      |
| Мирјана Вукојичић     | Мери Мојлан     |
| Урош Гловацки         | Томас Мелвил    |
| Олга Савић            | Марџори Мелвил  |
| Милан Цаци Михаиловић | Џорџ Мише       |

Остале улоге ▼
| Глумац             | Улога              |
| ------------------ | ------------------ |
| Божидар Савићевић  | Џон Хоган          |
| Татјана Лукјанова  | Г-ђа Марфи, сведок |
| Станимир Аврамовић |                    |
| Мирослав Бијелић   |                    |
| Славица Ђилас      |                    |
| Стаменко Драговић  |                    |
| Богдан Јакуш       |                    |
| Бранко Зотовић     |                    |